# カールソン・リード
カールソン・ティモシー・リード（Carlson Timothy Reed、2002年11月27日 - ）は、ジョージア州アトランタ出身のプロ野球選手（投手）。右投左打。MLBのピッツバーグ・パイレーツ傘下所属。

## 経歴
2023年のMLBドラフト4巡目(全体104位)でピッツバーグ・パイレーツから指名された。